# أوزنور سيرتشيلار
اوزنور سيرتشيلار (بالتركية: Öznur Serçeler)‏ ممثلة تلفزيونية وسينمائية تركية من مواليد 1 يناير 1987 في مدينة قيصري في تركيا، تخرجت من جامعة مرسين، درست الموسيقى في المعهد العالي للموسيقى، حصلت على منحة لدراسة الموسيقى والفنون المسرحية في جامعة بيلكنت. بدأت مشوارها الفني عام 2005م.

## أعمالها

### المسلسلات
| السنة | مسلسل                  |
| ----- | ---------------------- |
| 2011  | مسلسل نوري             |
| 2012  | مسلسل تستمر الحياة     |
| 2013  | مسلسل أأمر قائدي       |
| 2017  | البدر ( أكتمال القمر ) |
| 2018  | طائر الصباح            |
| 2022  | الطائر الرفراف         |

### الأفلام
| السنة | فيلم             |
| ----- | ---------------- |
| 2016  | كل شيء بسبب الحب |

## روابط خارجية
- أوزنور سيرتشيلار على موقع IMDb (الإنجليزية)
- أوزنور سيرتشيلار على موقع روتن توميتوز (الإنجليزية)
- أوزنور سيرتشيلار على موقع قاعدة بيانات الفيلم (الإنجليزية)